# Eastpak
 (janvier 2025).

Logo d'Eastpak

Eastpak est une marque créée à Boston, États-Unis, spécialisée dans la conception, la fabrication et la distribution à l'échelle mondiale de produits de bagages (sacs, sac à dos, équipement de voyage et accessoires). L'entreprise a vu le jour sous le nom de Eastern Canvas Products USA, Inc. en 1952 en fabriquant des sacs pour l'armée américaine, avant de se diversifier en produisant des articles grand public sous la marque Eastpak en 1976. Depuis 2020, Eastpak fait partie du groupe textile VF Corporation.

## Fondation

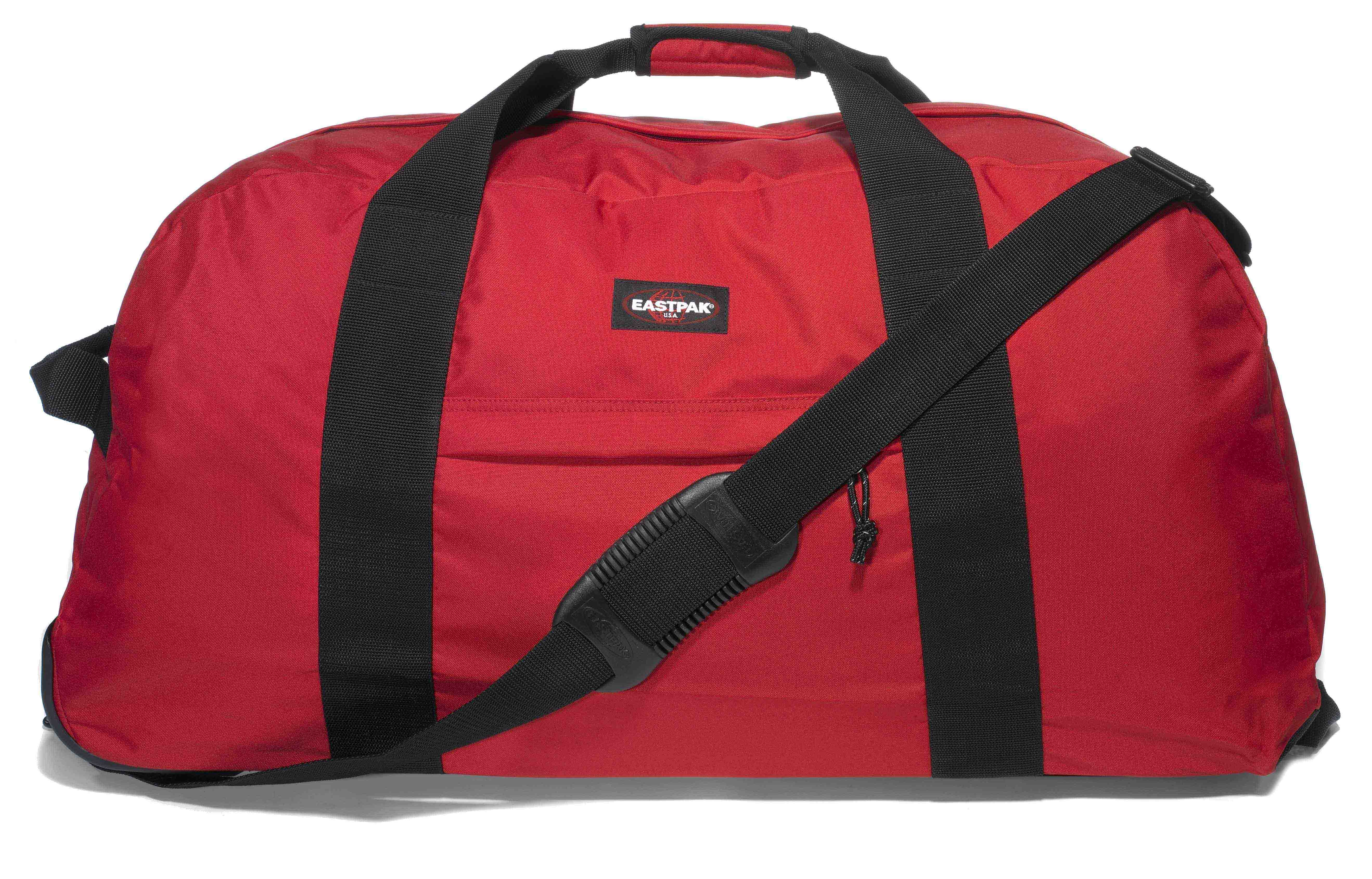
Warehouse sac

Eastpak a été fondée en 1952 par Monte Goldman sous le nom de Eastern Canvas Products USA Inc. Les premières activités comprenaient la fabrication d'une ligne de sacs marins, sacs à dos et d'équipement de sécurité pour l'armée américaine. L'orientation de l'entreprise a changé radicalement quand le fils de Monte, Mark Goldman, a rejoint la société en 1976. Il a créé une gamme de sacs à dos, sacs polochons et autres modèles de sacs destinés au grand public, qu’il a lancée lors d'un salon commercial de sport à Chicago en 1977. Norman Jacobs a rejoint l'entreprise en 1980 et avec son associé Mark Goldman, ils affirmaient détenir la plus grosse part du marché des universités américaines de la Côte Est pendant la plus grande partie des années 1980 et le début des années 1990.

## Évolution de la marque
En 1985, Eastpak est le premier fabricant de sacs à introduire des couleurs vives et des imprimés dans ses collections de sacs, renforçant ainsi l'évolution de la marque, d'une marque de plein air en une marque de style urbain. L'entreprise a conservé sa réputation de qualité et de durabilité en devenant également la première marque de sacs à offrir une garantie à vie sur ses produits (pour des raisons légales, la garantie est limitée à 30 ans en Europe) même si cette garantie reste toutefois limitée en termes de dommages et défauts pris en charge. Au milieu des années 1980, l'évolution vers un style plus original s'est accompagnée de campagnes publicitaires de plus en plus provocatrices mettant en scène par exemple le personnage de bande dessinée Andy Capp. En 1999, Eastpak est entrée sur le marché du bagage avec le premier sac à roulettes pour le marché des consommateurs. En 2000, la marque a été acquise par le groupe textile américain VF Corporation, première d'une importante vague d'acquisitions qui a vu l'achat dans les années suivantes d'autres marques comme The North Face ou Vans.

## Expansion internationale
Les premiers marchés d'exportation d'Eastpak ont été en Asie, la marque ayant connu ses premiers succès au Japon, en Corée, à Singapour et aux Philippines. C'est le Français Kostia Belkin qui a le premier lancé Eastpak sur le marché européen en 1986. Il a rencontré Mark Goldman et Norman Jacobs à Boston, qui l'ont convaincu de commencer à distribuer les produits Eastpak en Europe. La marque est parvenue à prendre pied presque instantanément à Paris, les premiers produits s'étant écoulés en quelques jours seulement après le lancement, puis rapidement dans le reste de la France. D'autres pays ont suivi, appuyés à l’époque par de fructueuses collaborations avec des marques comme Airwalk qui ont également permis à Eastpak d'atteindre d'autres secteurs du marché. En France, les sacs Eastpak commencent à être tendance et portés de plus en plus par les jeunes à partir des années 1990.

## Produits
Le catalogue de produits Eastpak comporte une vaste gamme de sacs bandoulière, sacs à dos, sacs marins, équipement de voyage et accessoires. Ces articles sont disponibles dans une large gamme de modèles, couleurs, imprimés, et tissus.

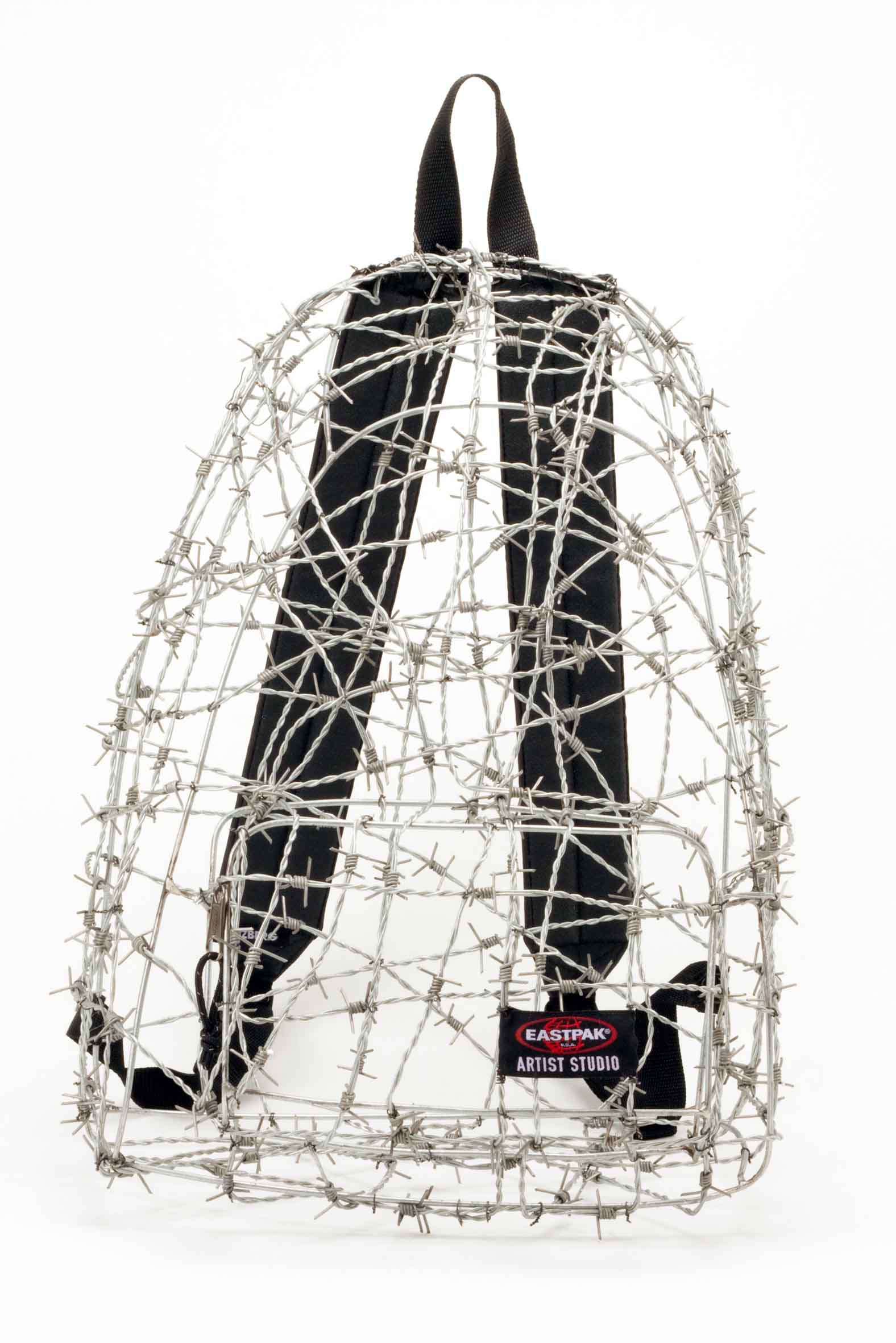
Muschi Kreuzberg x Eastpak Artist Studio 2012

## Projets

### Eastpak Artist Studio
Fondé en 2012, Eastpak Artist Studio invite les artistes, designers et autres créateurs du monde entier à personnaliser, réinventer ou transformer des sacs à dos Padded Pak’r vierges en œuvres d'art originales qui sont ensuite vendues aux enchères à des fins caritatives. Depuis le départ, la totalité du produit net des ventes est allée à des organismes caritatifs comme Designers Against AIDS afin de lutter contre le SIDA. Pour l'édition 2016, Kenzo, Vetements, Christopher Raeburn, Nicopanda, Ami Paris, Wanda Nylon, House of Holland, Jacquemus, Giambattista Valli, Alexandre Vauthier et Inan ont proposé leur version du fameux sac à dos. Ils ont été dévoilés le 14 novembre 2016, et mis en vente aux enchères le 1er décembre 2016, lors de la journée mondiale contre le sida.